# Meredith (New Hampshire)
Meredith – miasto w Stanach Zjednoczonych, w stanie New Hampshire, w hrabstwie Belknap.